# Улица Космонавтов (Чернигов)
Улица Космонавтов (укр. Вулиця Космонавтів) — улица в Деснянском районе города Чернигова. Пролегает от улицы Соборности (Доценко) до улицы 1 Танковой бригады (Генерала Белова), исторически сложившаяся местность (район) Бобровицкий жилой массив.
Нет примыкающих улиц.

## История
Улица была проложена в начале 1970-х годов. Улица 5-этажными домами застраивалась в 1970-е года, 9-этажными — 1980-е года. 
Новая улица получила современное название — в честь советских космонавтов.
После вхождения в черту города Чернигова села Певцы 8 июля 1999 года, появилась ещё одна улица Космонавтов и переулок Космонавтов, которые 23 ноября 2010 года были объединены в единую улицу Ящука.

## Застройка
Улица пролегает в северо-западном направлении. Парная и непарная стороны улицы заняты многоэтажной жилой застройкой (5-9-этажные дома).
Учреждения:
1. дом № 4 Б — детсад № 70